# Edwin Retamoso
Edwin Retamoso Palomino (Abancay, 23 febbraio 1982) è un calciatore peruviano, centrocampista del Cusco.

## Carriera

### Club
Debutta nell'Atletico Minero, poi viene acquistato da vari altri club peruviani, infine passa al Real Garcilaso dove gioca tuttora.

### Nazionale
Gioca 12 partite con la nazionale peruviana tra amichevoli, qualificazioni alla coppa del mondo FIFA 2014 e Copa América senza segnare.